# 영지물
영지물(Fief management)이란 주인공이 자신의 영지, 국가 등을 확장시켜나가는 장르의 작품을 일컫는 말이다. 이 장르의 작품은 대리만족을 시켜주기 위한 목적이 대부분이기 때문에, 상당수의 작품은 인간, 특히 남성의 욕망을 반영하고있다.
완벽한 주인공, 그러한 주인공을 따르는 무수한 여성, 손쉬운 적 등, 모든 상황은 주인공에게 유리한 방향으로 전개된다.